# Narcís Carbó i d'Aloi
Narcís Carbó i d'Aloi (Barcelona, 19 de gener de 1826 - 4 de novembre de 1890), fou un metge, catedràtic de la Universitat de Barcelona.
Era fill del general liberal Jaume Carbó. De jove va seguir la línia professional del seu pare i va iniciar la carrera militar fins a arribar al grau de sotstinent, obtingut per un acte heroic durant la segona guerra carlina.
Decideix abandonar les armes i estudia Medicina a Madrid, i Filosofia i Lletres abans de 1850.
Una malaltia l'obliga a establir-se a Mataró el 1851, on va fundar i presidir l'Ateneu Obrer i on va haver d'afrontar una epidèmia de còlera, en la qual va perdre la seva primera dona.
Va tornar a Barcelona el 1855 on va guanyar les oposicions de la Universitat de Barcelona per a ocupar les places, com a substitut, de Física i Química mèdiques, i Toxicologia i Medicina Legal, una activitat docent que va exercir fins l 1858. Posteriorment, va donar classes d'Higiene pública i privada fins al 1864. A partir d'aquesta data, fa un pas més i obté la càtedra de Terapèutica, Matèria mèdica i Art de receptar.
El 1856 va entrar per oposició a l'Acadèmia Nacional de Medicina i Cirurgia i a l'Acadèmia de Ciències i Arts, una institució que va presidir el 1866. El 1867 va presidir l'Institut Mèdic.
El 1869, i només durant un any, va ser vocal de la junta de la Casa de Maternitat i Expòsits. El 1870 s'ha d'enfrontar a una altra epidèmia, en aquest cas la febre groga a Barcelona, quan va ser nomenat vocal de la Junta de Sanitat. Durant aquest episodi va fer investigacions microbiològiques de les aigües i dels fetges dels difunts per estudiar el funcionament de la malaltia. Aquest activitat va ser la base d'un treball sobre l'epidèmia publicat per l'Acadèmia Nacional de Medicina i Cirurgia i li va valdra la concessió de la creu de la Beneficència de segona classe concedida pel govern.
Entre 1872 i 1874 va presidir la Societat Econòmica Barcelonesa d'Amics del País i entre 1877 i 1881, l'Acadèmia Medico-farmacèutica. L'any 1877 va pronunciar diverses conferències a l'Ateneu Barcelonès sobre profilaxi, i l'any següent, 1878, va ocupar per primer cop la presidència de la institució. Va fixar-se com a objectiu superar la crisi social i tornar la institució al primer pla ciutadà. En paraules seves: "el nostre Ateneu pot considerar-se com una col·lectivitat intel·lectual, amb vida pròpia, amb tendències i aspiracions dirigides a influir en les idees dels seus conciutadans". Tot i les seves aportacions, les tensions amb sectors més retrògrades van continuar fins al seu relleu per Joan Sol i Ortega el 1879.
El 1887-1888 va tornar a ser nomenat president de l'Ateneu on mira de desplegar la seva visió d'un positivisme etnicista, i explicar les diferències entre Catalunya i Castella. Convençut que les diferències i les tensions territorials eren fruit de les diferències entre dues races, proposa la cultura i els vincles de la civilització com a solució per a una millor unió.
Va publicar diverses monografies sobre temes mèdics i un «Catálogo general de las aguas minero-medicinales de España y del Extranjero», (castellà) (1889).
Va rebre múltiples condecoracions, com la de Comanador, de la Reial Orde de Carles III i l'Orde d'Isabel la Catòlica.